# Torbryan
Torbryan är en by i civil parish Denbury and Torbryan, i distriktet Teignbridge, i grevskapet Devon i England. Byn är belägen 6 km från Newton Abbot. Civil parish hade 203 invånare år 1881. Byn nämndes i Domedagsboken (Domesday Book) år 1086, och kallades då Torre/Torra.